# رود آوتاتکول
رود آوتاتکول (انگلیسی: Avtatkuul) یک رودخانه در ناحیه خودگردان چوکوتکای کشور روسیه است.